# Evangelische Kirche Scherzingen

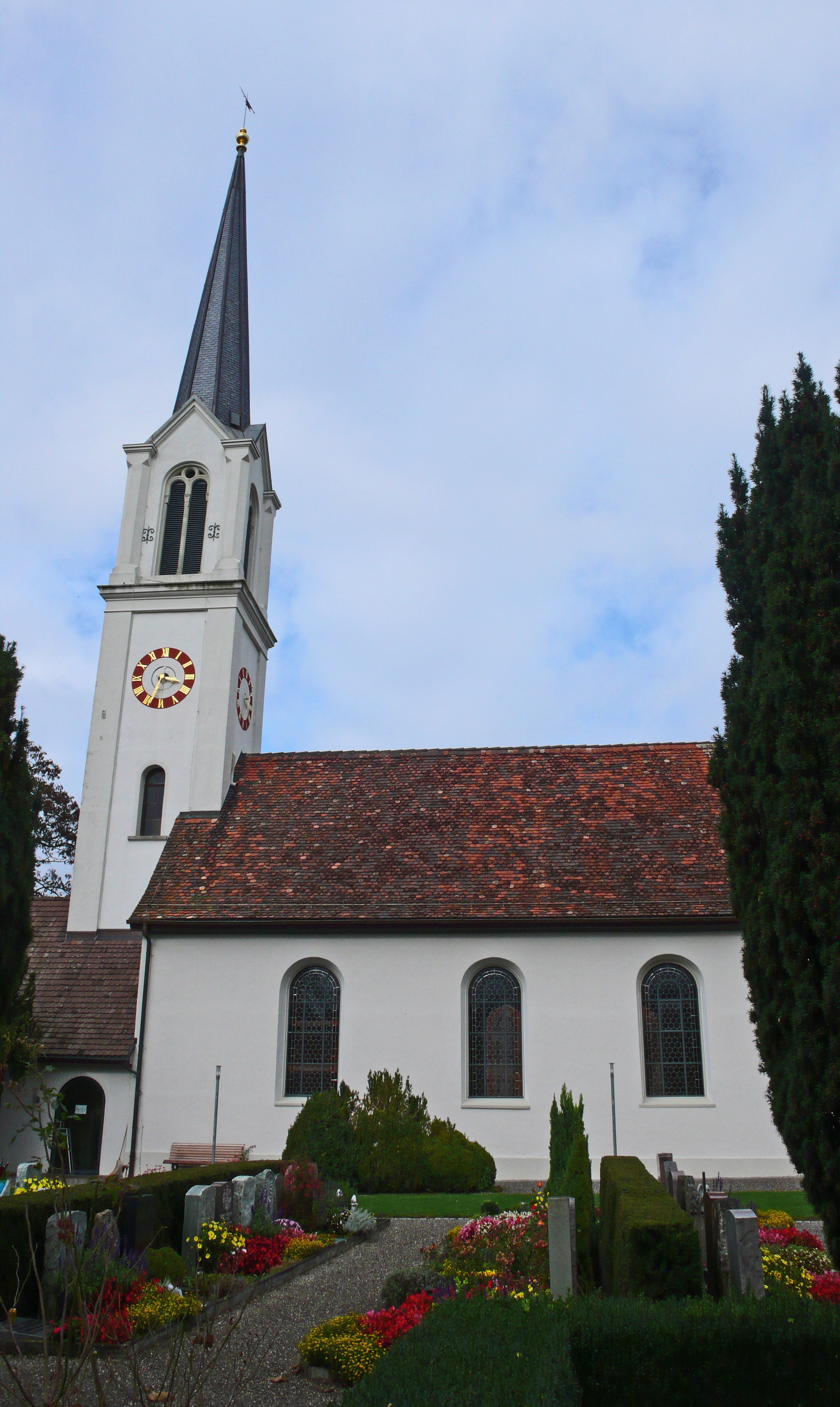
Aussenansicht

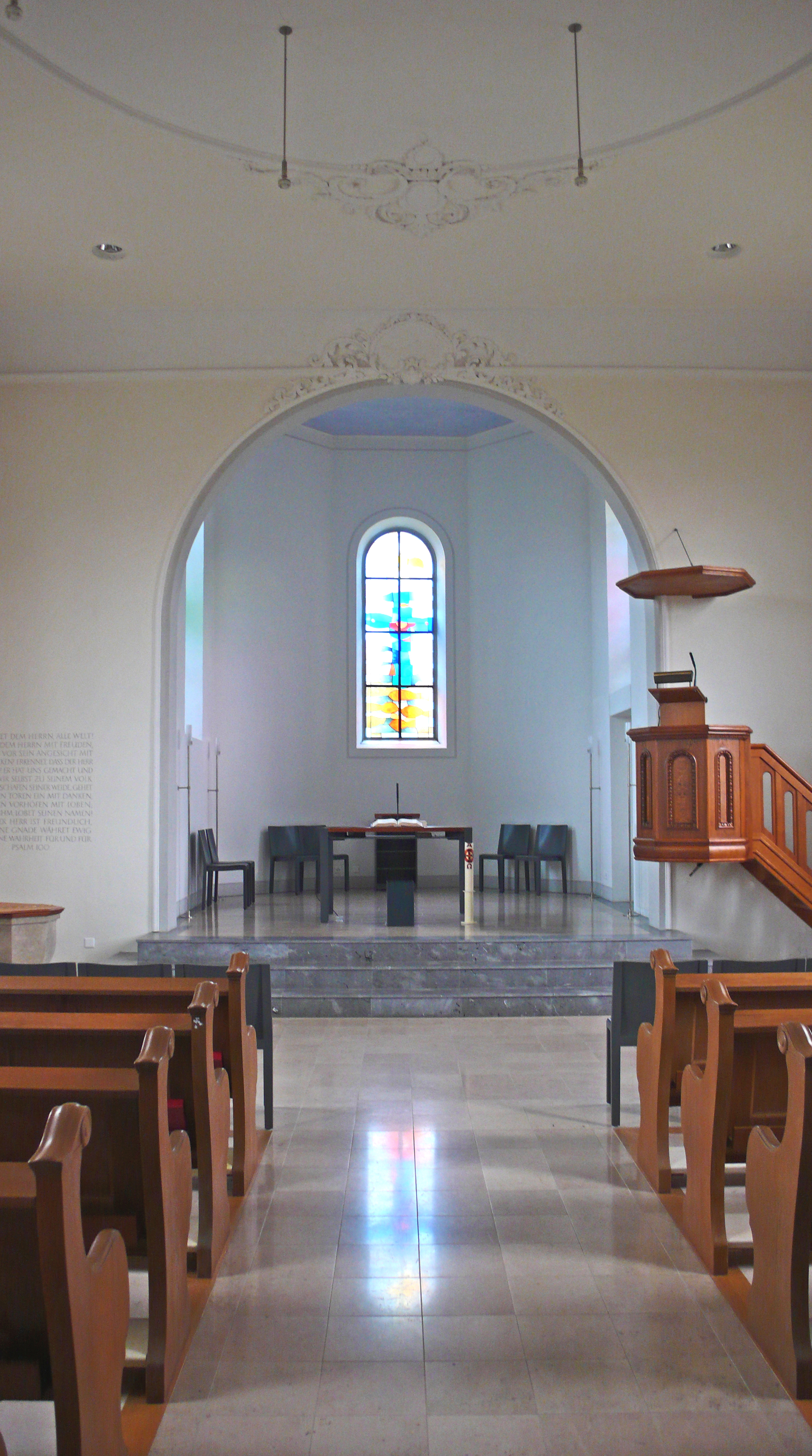
Innenraum

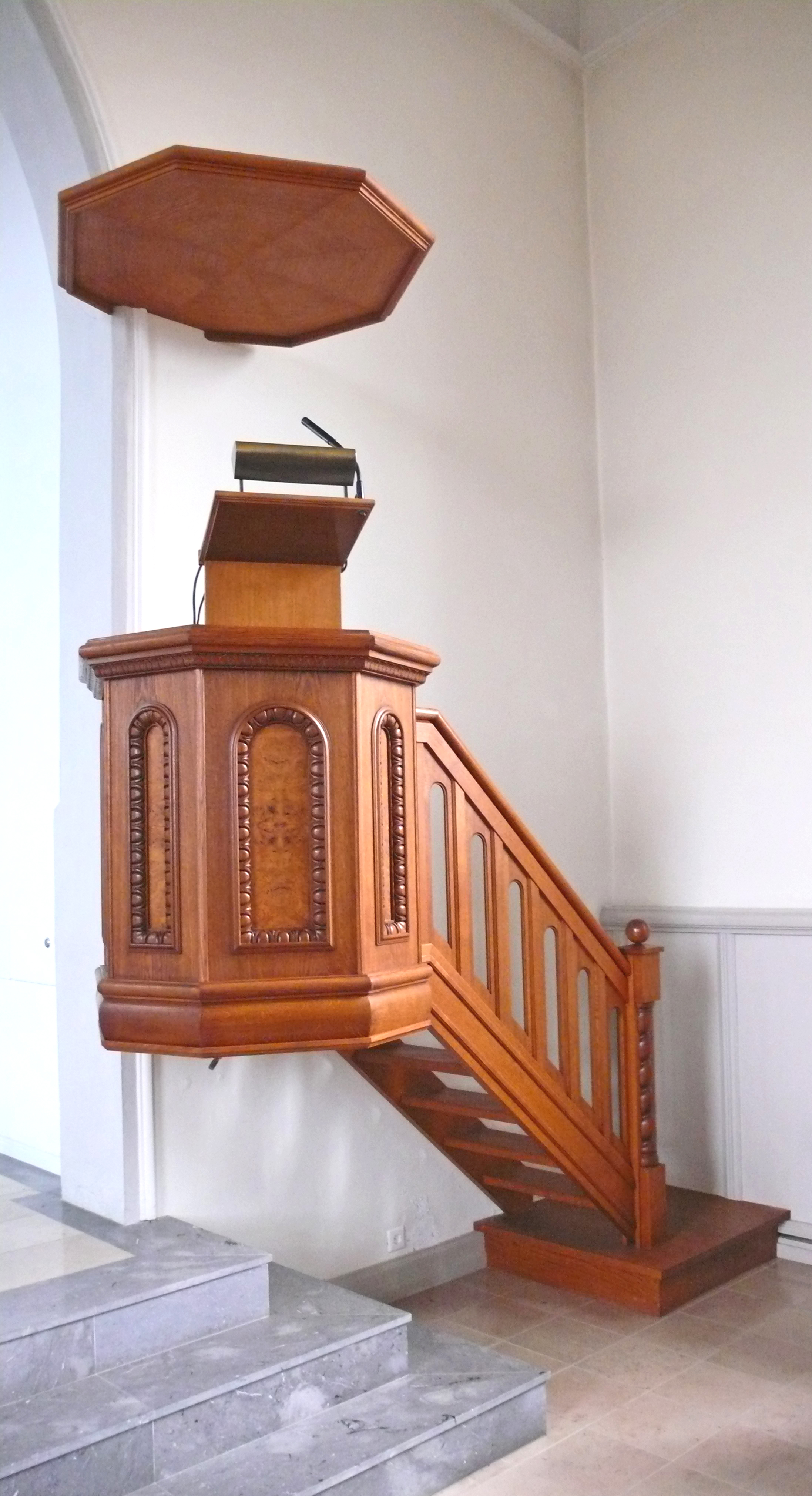
Kanzel

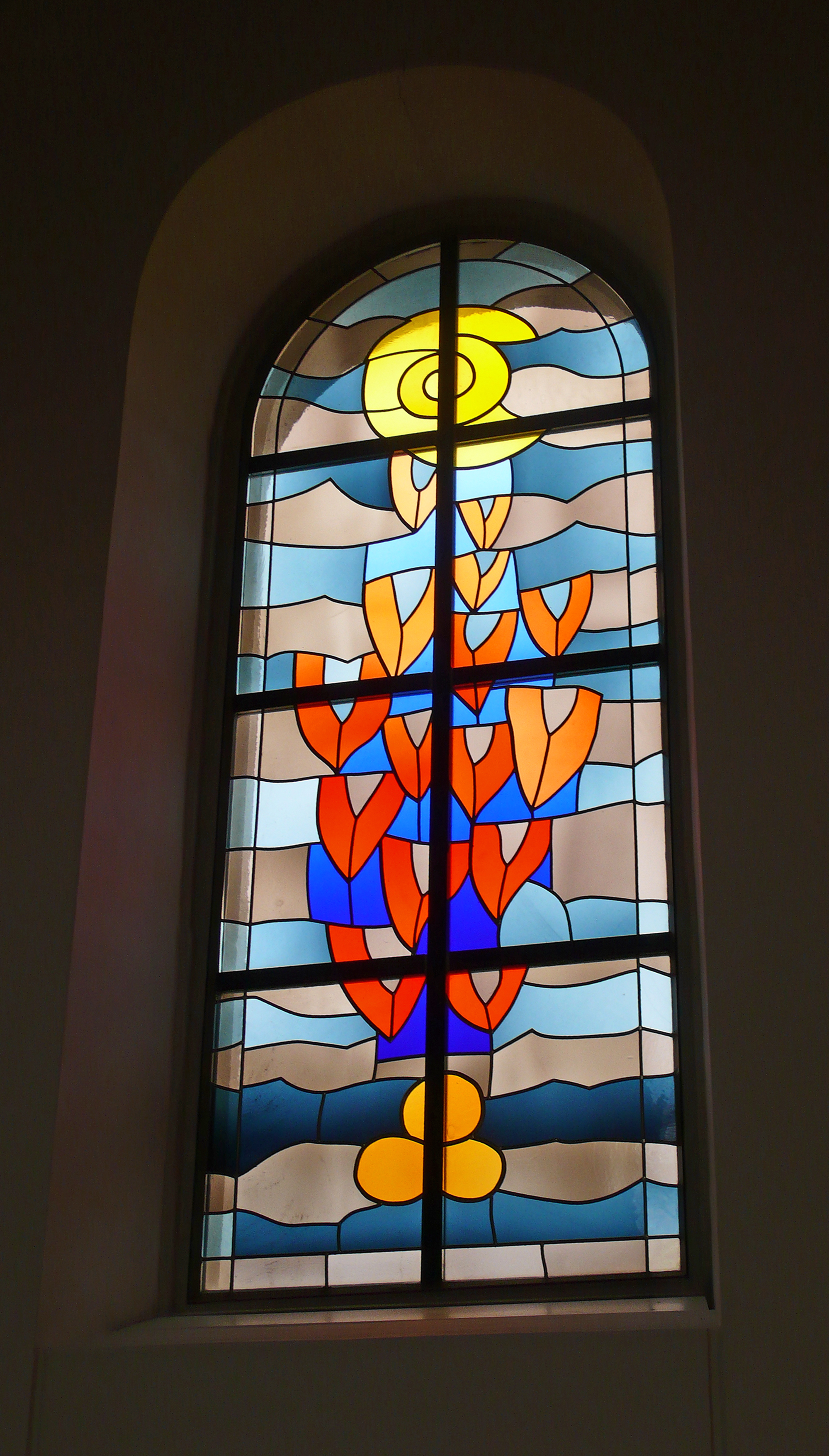
Kirchenfenster

Die Evangelische Kirche Scherzingen ist ein evangelisch-reformiertes Gotteshaus in Scherzingen unter kantonalem Denkmalschutz. Erbaut in den Jahren 1617/18, ist sie der älteste Kirchenbau reformierter Konfession im Thurgau.

## Geschichte

### Vorgeschichte
Nachdem 1523 unter Huldrych Zwingli die Reformation in Zürich eingeführt worden war, gelangten die reformatorischen Gedanken rasch auch in den Thurgau.
1524 bekannte sich der Pfarrer des Klosters Münsterlingen zum reformierten Glauben, wurde daraufhin gefangengesetzt und schliesslich zur Emigration aus dem Thurgau gezwungen.
In den Jahren 1522–1539 wurden auch die Klosterfrauen von Münsterlingen evangelisch, wobei sie sich über das Verbot der katholischen Eidgenossen und des Thurgauer Landvogtes hinwegsetzten. Unter den zahlreichen Nonnen, die in der Folge heirateten, war auch Katharina Ryf, genannt Walter, die den Konstanzer Reformator Ambrosius Blarer 1533 ehelichte.
1528/1529 amtete in der Klosterkirche ein evangelischer Prädikant, der die Messe abschafft.
Im Jahre 1529 tagte die erste evangelische Synode im Thurgau. Zwingli selbst leitete sie.
1532 kämpfte die Pröpstin von Münsterlingen gegen die politisch erzwungene Wiedereinführung der Messe. Sie verliess das Kloster und ging nach Konstanz.
Im Jahre 1547 wurde die evangelische Reichsstadt Konstanz rekatholisiert.
1549 besuchten die evangelischen Pfarrer von Tägerwilen bis Altnau die Synode in St. Gallen anstatt wie bis anhin in Konstanz.
1549 wurde das Kloster Münsterlingen durch drei Benediktinerinnen aus Uri wiederhergestellt. In der alten Klosterkirche wurde nur der Chor den Nonnen abgetreten, ansonsten diente sie nun als Simultankirche auch für evangelische Gottesdienste.

### Kirchbau
Seit 1584 versuchten die katholischen Orte und der Landvogt, den konfliktträchtigen evangelischen Gottesdienst aus der Klosterkirche zu entfernen.
Im sogenannten „Kilchenbrief“ von 1594 des Landvogtes aus Uri schlug die katholische Seite den Bau einer evangelischen Kirche mit zwei Glocken bei Scherzingen vor und empfahl das Patronatsrecht des Klosters. Dies bedeutete, dass für den Bau des Pfarrhauses, die Besoldung von Pfarrer und Mesmer und Unterstützung der armen Protestanten das Kloster aufkommen sollte. Im Gegenzug müssten die Protestanten auch den Zehnten an das Kloster abgeben.
Im Jahre 1596 setzte der Schwyzer Landvogt den Vertrag in Kraft.
1617/18 wurde der Bau der Evangelischen Kirche Scherzingen unter Verantwortung der Äbtissin Barbara Wirth von Wil realisiert.
Dem Wunsch der Evangelischen, die Kirche näher an der Strasse zu bauen, wurde nachgekommen, allerdings verfügt, dass sie für etwaige Schäden selbst aufkommen sollten.

### 17. Jahrhundert
Bereits im ersten Jahr des Kirchenbaus 1618 wurde Klage beim Dekan über die Amtsführung von Pfarrer Bluntschli eingereicht. Er habe einen Schwur bei den Heiligen geleistet, sei also krypto-katholisch. Zudem trinke er zu viel, was „in dieser Gegend aber nicht weiter auffalle“.
1618 wurde ein ordentliches Taufregister unter Pfarrer Lindinner eingeführt.
1628 beschwerten sich die Scherzinger beim Kloster, sie wollten Pfarrer Walser aus Graubünden „weder gesotten noch gebraten“. Denn er sei allgemein verachtet und predige „übeldeutsch“. Der Klostersekretär aber erwiderte: „Dann nehmt ihr ihn eben friggasirt“ (= geschnetzelt).
Im Jahre 1646 wurde Pfarrer Joh. B. Collinus installiert. Dabei leistete er den Eid bei der Äbtissin des Klosters.
Bedeutend ist das 1646–1692 geführte und erhalten gebliebene Tagebuch des Collinus. Darin findet sich die Anlage eines Tauf-, Ehe- und Totenregisters.
1647 spendete ein kinderlos gebliebenes Ehepaar ein Abendmahlsgeschirr, das noch heute (Stand: 2012) in Gebrauch ist.
1656 im Rappenschweiler Krieg flohen die Nonnen nach Konstanz. Der zurückgebliebene evangelische Pfarrer Collinus verwaltete stellvertretend das Kloster und seine Liegenschaften und Pfrundgüter. Zudem beherbergte er fast 500 Soldaten, die im Kloster Quartier bezogen.
Für 1695 sind in  Bottighofen 290 Protestanten in 60 Familien belegt, während in Scherzingen 151 Evangelische in 31 Familien gezählt wurden.

### 18. Jahrhundert
1709 löste sich Kurzrickenbach-Egelshofen (heute Kreuzlingen) aus dem überkommenen Filialverhältnis von Scherzingen-Bottighofen und verselbständigte sich politisch und kirchlich.
1712 wechselte Oberhofen als bisherige Filiale von Güttingen nach Scherzingen-Bottighofen.
In den Jahren 1715–24 wurden vermehrt Klagen laut über das baufällige Pfarrhaus und Unzulänglichkeiten an der Kirche: Die Kirchtür ohne Schloss sei würdelos mit alten Brettern provisorisch geflickt und falle oft zu Boden, der Schnee rutsche durchs undichte Dach auf die Leute, die Balken der Glocken seien morsch und faul, die Fenster würden wiederholt von vagabundierenden Studenten mutwillig zerstört.
1716 wurde die heutige Klosterkirche Münsterlingen errichtet.
Im Jahr 1746 wird in den Kirchenbüchern vom Streit zweier Familien berichtet: es ging um das Eigentum und um die Benutzungsrechte von drei Kirchstühlen. Die Auseinandersetzung wurde beigelegt mit dem salomonischen Urteil: Derjenige, der zuerst in die Scherzinger Kirche komme, dürfe auch als erster den jeweiligen Stuhl benutzen.
1747 wurde der Chor renoviert. Bei der Gelegenheit wurden auch 32 Stühle angeschafft.

### 19. Jahrhundert
1808 wurden im Thurgau Sittengerichte eingeführt, die 1819 zusammen mit dem Amt der Friedensrichter in den Kompetenzbereich der Kirchenvorsteherschaften übertragen wurden.
In den Jahren 1829/39 reichten die Evangelischen beim Kloster das Bittgesuch um umfassende Erneuerung der Kirche ein.
1845 kaufte die Kirchgemeinde Scherzingen Kirche, Pfarrhaus und Friedhof von dem 1844 aufgelöstem Kloster Münsterlingen.
Als Intermezzo erwies sich 1863–70 die Errichtung einer eigenen evangelischen Pfarrei am Kantonsspital Münsterlingen, danach wurde die Seelsorge wieder an das Pfarramt Scherzingen rückübertragen.
Der 1874 gestellte Antrag des Männerchors Scherzingen-Bottighofen, man möge ein Harmonium für die Kirche anschaffen, wurde mit Dreiviertelmehrheit der Stimmen abgelehnt.
Im Jahre 1886 wird der Kirchturm samt Glocken errichtet.
Im Folgejahr 1887 wurde der Glockenturm mit Uhr eingeweiht.
1888 sind 681 Gemeindeglieder dokumentiert. Die grosse Mehrheit mit 464 Mitgliedern weist Oberhofen auf; Bottighofen stellt 102 Stimmberechtigte, Scherzingen 56.
1896 wurde ein Heizofen in der Kirche installiert.

### 20. Jahrhundert und Gegenwart
1903 wurde die erste Orgel in der Kirche Scherzingen eingebaut. Sie fand ihren Platz im Chorraum.
1920 fiel der Beschluss, die Grabsteine nicht mehr obligatorisch nach Osten auszurichten.
Im Jahr 1924 wurde das Kircheninnere renoviert: eine neue Empore wurde erstellt, die Kanzel wurde in die Mitte vor die Orgel versetzt, die Tür zum Friedhof wurde beseitigt und dafür ein Notausgang im Chor eingerichtet.
Bei der Kirchgemeindeversammlung 1931 entstand eine langwierige Debatte, ob beim Abendmahl Einzelbecher zum Einsatz kommen sollten. Der Gemeinschaftskelch wurde beibehalten.
1942 spaltete sich Oberhofen ab und bildete eine selbständige Gemeinde mit Illighausen.
1942 wurde E. Munz zum Präsidenten der Kirchgemeinde gewählt. Er war in diesem Amt der erste Nicht-Theologe.
Pfarrer Joss hatte allerdings vor seiner Einsetzung auf das Amt freiwillig verzichtet.
1949–1950 wurde die Renovation des Turmes realisiert: Die vier Türmchen wurden entfernt und das Turmdach neu gestaltet und instand gesetzt. Die Fassade der Kirche wurde erneuert und ein Gerätehaus mit Toilettenanlage erstellt. Der Windschutz als Turmvorbau war umstritten.
1950 wurde eine neue Orgel eingeweiht. Die Kanzel wurde dabei wieder an die Seite versetzt.
Im Jahre 1955 wurden die Kirchenfenster neugestaltet und mit den Wappen der Orte und des Klosters geziert.
2002 fand eine weitere Renovation der Kirche statt. Glasfenster wurden in den Chor eingebracht.
2003 wurde die jüngste, inzwischen dritte Orgel auf der Empore erstellt.

## Kirchliche Organisation
Die Evangelische Kirche in Scherzingen ist die sonntägliche Predigtkirche der Evangelischen Kirchgemeinde Scherzingen-Bottighofen. Diese ist eine eigenständige Kirchgemeinde innerhalb des Dekanats IV Obersee der Evangelischen Landeskirche des Kantons Thurgau.